# Diabetes mellitus
Diabetes mellitus (zkratka DM), česky úplavice cukrová, krátce cukrovka, je souhrnný název pro skupinu závažných autoimunitních chronických onemocnění, která se projevují poruchou metabolismu sacharidů. Rozlišují se dva základní typy: diabetes I. typu a diabetes II. typu, které vznikají důsledkem absolutního nebo relativního nedostatku inzulinu (hormon slinivky břišní). Obě dvě nemoci mají podobné příznaky, ale odlišné příčiny vzniku. V prvotních stadiích diabetu I. typu jsou ničeny buňky slinivky břišní, které produkují hormon inzulin, vlastním imunitním systémem. Proto se řadí mezi autoimunitní choroby. Diabetes II. typu je způsoben sníženou citlivostí tkání vlastního těla k inzulinu.
Následky cukrovky se řeší inzulinem, což je hormon bílkovinné povahy, který umožňuje glukóze obsažené v krvi vstup do buněk. V buňkách je glukóza štěpena na jednodušší látky, přičemž se uvolňuje energie. Proto je hlavním projevem diabetu zvýšená koncentrace glukózy v krvi a nedostatek energie (z toho však nevyplývá, že by diabetik měl neustále zvýšenou glykemii). Zvýšená hodnota glykémie v krvi se označuje jako hyperglykémie a její hodnota je nad 8,5 mmol/l. Snížená hodnota glykémie se nazývá hypoglykémie a její hodnota je pod 4,0 mmol/l. Normální hodnota glykémie se pohybuje mezi 4,0–8,5 mmol/l.

## Etymologie
Diabetes je řecké slovo znamenající uplynout, odtékat (stejně jako český výraz úplavice vyjadřuje příčinu smrti neléčeného diabetika – těžkou dehydrataci). Latinské slovo mellitus znamená sladký (med). Toto pojmenování očividně vychází z faktu, že moč, kterou neléčení diabetici vylučují v nadměrném množství, přitahovala mouchy a včely, jelikož taková moč obsahuje glukózu. Staří Číňané zjišťovali projevy cukrovky sledováním mravenců, zda byli přitahování k moči pacienta nebo ne. Ve středověku evropští lékaři ochutnávali moč, jak je občas vyobrazeno na gotických reliéfech.
Česky se cukrovka jmenuje úplavice cukrová, archaicky také průjem cukrový.

## Historie

### Starověk
První zmínky o diabetu pocházejí z Egypta, odkud se zachoval Ebersův papyrus z roku 1552 př. n. l. Autor zde diabetes popisuje jako vzácnou nemoc, při které nemocný neustále pije, avšak močí ještě více, čímž hubne, až nakonec umírá. Kolem roku 100 n. l. Hippokratův žák Aretaus jako první užívá termín diabetes (z řeckého διαβήτης – diabainó), což v překladu znamená „procházím něčím“. Římský lékař Claudius Galén (* 129 n. l.) ve svém spisu Corpus Galenic popisuje novou léčbu diabetu, jejíž podstatou je dostatek tělesného pohybu, málo jídla a hydroterapie. Ve starověku byl diabetes popsán pouze jako nemoc, avšak toto období účinnou léčbu diabetu nepřineslo.

### Středověk

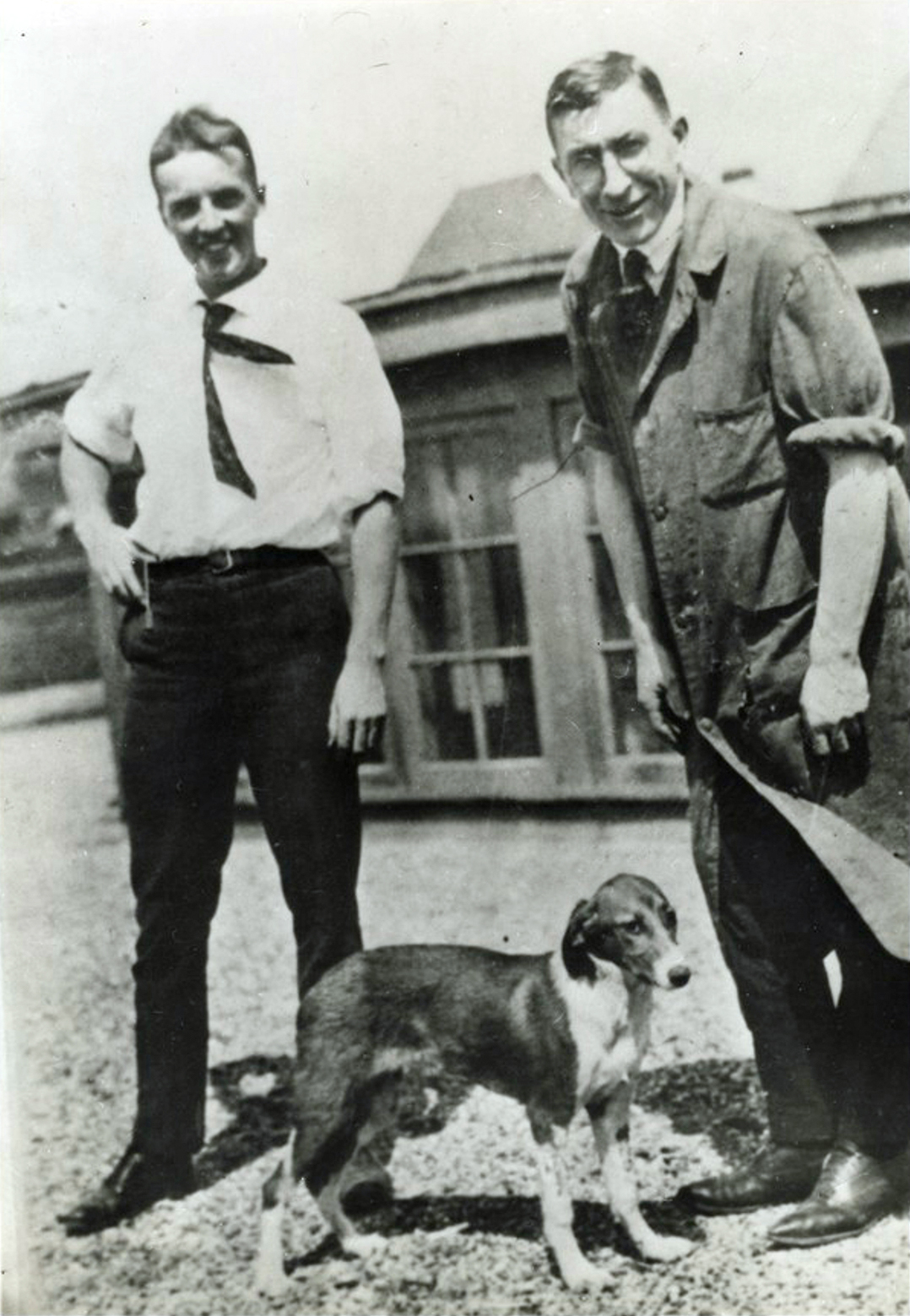
Objevitelé inzulinu Charles Best (vlevo) a Sir Frederick Banting (vpravo)

Mezi knihami této doby stojí za zmínění Kánon lékařství, ve kterém perský učenec Ibn Síná zvaný Avicenna shrnuje dosavadní lékařské poznatky a mimo jiné popisuje diabetickou sněť (gangrénu).

### Novověk
Oproti středověku nastává v novověku obrovský rozvoj všech věd včetně medicíny. Již v roce 1674 si Angličan T. Willis všiml sladké chuti diabetické moči. Jedno století po Willisově objevu byla vyvinuta W. Dobsonem chemická metoda, kterou lze cukr v moči detekovat. Roku 1787 přidává W. Cullen přívlastek „mellitus“. Roku 1869 Paul Langerhans popsal nově objevené ostrůvky pankreatu ve své dizertační práci. Tyto ostrůvky jsou po něm dodnes nazvané jako Langerhansovy ostrůvky. Roku 1889 lékaři O. Minkowski a J. von Mering zjistili vztah mezi pankreatem a diabetem. Neúspěšně se pokoušeli diabetes léčit orálně podávaným pankreatinem, jejž připravovali sušením zvířecích pankreatů. Lékař M. A. Lane roku 1907 podrobněji zkoumal Langerhansovy ostrůvky a rozlišil v nich A buňky (alfa buňky) a B buňky (beta buňky). Z tohoto zjištění J. de Meyer odvodil, že by některé z těchto buněk mohly tvořit hypotetický hormon, který snižuje glykemii, a pojmenoval ho inzulin (z lat. insula, což v překladu znamená ostrov).
Revoluci v léčbě diabetu znamenal objev inzulinu, který byl uskutečněn na lékařské fakultě University of Toronto. Roku 1921 kanadský chirurg Frederick Banting a jeho spolupracovník a student medicíny Charles Herbert Best, za finanční podpory profesora J. J. R. Macleoda, extrahovali inzulin z psího pankreatu a injekčně jej vpravili do jiného pokusného psa, u něhož se příznaky diabetu zmírnily. Posléze pokus zopakovali na diabetickém dítěti, které se tak stalo prvním úspěšně léčeným diabetikem na světě. Do Československa došel objev inzulinu až roku 1923, čímž byla započata éra české diabetologie. Téhož roku byl Banting a Macleod oceněn Nobelovou cenou za lékařství.

## Klasifikace a příčiny diabetu
Diabetes dělíme na 2 základní typy, u nichž rozlišujeme dvě situace, které mohou nastat:
- absolutní nedostatek inzulinu → diabetes mellitus I. typu
- relativní nedostatek inzulinu → diabetes mellitus II. typu

Kromě základních dvou typů diabetu existuje gestační diabetes a ostatní specifické typy diabetu (tzv. sekundární diabetes), které mohou být způsobeny genetickým defektem B buněk a inzulinu, změnou glukotolerance, onemocněním pankreatu atd.
Diabetes také souvisí s radioaktivním ozářením člověka.

### Diabetes mellitus 1. typu

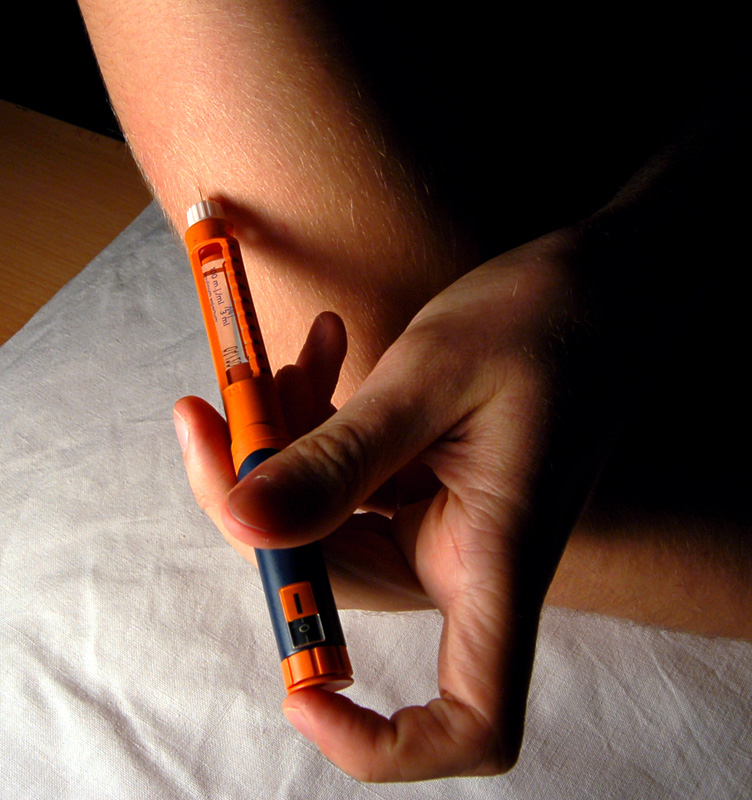
Aplikace inzulinu inzulinovým perem.

Označovaný také jako inzulin-dependentní diabetes mellitus (IDDM).
Diabetes mellitus 1. typu vzniká v důsledku selektivní destrukce B buněk vlastním imunitním systémem, což vede k absolutnímu nedostatku inzulinu a doživotní závislosti na exogenní aplikaci inzulinu. Ke zničení B buněk dochází autoimunitním procesem, jenž je zakódován v genetické informaci diabetika. Autoimunitní proces je porucha imunitního systému vzhledem k toleranci vlastních buněk, proti nimž vlastní tělo vytváří autoprotilátky. Imunita zjednodušeně funguje tak, že cizorodá látka (= antigen) je rozpoznána B-lymfocyty, které produkují protilátky. Antigen je „označen“ touto protilátkou, jež se na něj naváže. Takto označená cizorodá látka je zničena T-lymfocyty a makrofágy. Konkrétně u diabetu: B-lymfocyty označí svými protilátkami B buňky slinivky břišní jako cizorodou část těla (= autoantigen), čímž je nastartována imunitní reakce. T-lymfocyty a makrofágy takto označené buňky bezhlavě ničí, aniž by se při tom dotkly A, D nebo PP-buněk. Zůstává však dosud nezodpovězená otázka, proč dojde k poruše tolerance imunitního systému vůči buňkám vlastního těla. Tvorba protilátek vůči B buňkám je zakódovaná v genetické informaci diabetika ještě před vlastní manifestací diabetu. Spouštěcím mechanismem k rozvoji autoimunitní reakce může být imunitní odpověď na mírnou virózu (nachlazení) nebo jakéhokoliv jiného podráždění (např. štípnutí komárem, angína atp.), které nastartuje nezvratnou tvorbu protilátek proti vlastním buňkám. Vzhledem k autoimunitní podstatě diabetu byl též dokázán i sklon diabetiků k jiným autoimunitním nemocem (např. Hypotyreóza, Diabetická neuropatie atp.). Diabetes mellitus 1. typu je také někdy označován jako juvenilní diabetes, protože je nejčastěji diagnostikován kolem 15. roku života. Onemocnět jím však mohou jak novorozenci, tak starší lidé.
Jednou z teorií o původu autoimunitních onemocnění je teorie o vlivu střevní mikroflóry na vznik autoimunitních onemocnění. Podle této teorie, která však zatím nebyla plně experimentálně ověřena, je jedním z faktorů, který může mít vliv na rozvoj diabetu 1. typu, i složení střevní mikroflóry.[zdroj?]
Z genetického hlediska je diabetes 1. typu velmi příbuzný hypertenzi.

### Diabetes mellitus 2. typu
Označovaný také jako non-inzulin-dependentní (NIDDM).
Diabetes mellitus 2. typu je onemocnění, které je podmíněno nerovnováhou mezi sekrecí a účinkem inzulinu v metabolismu glukózy. To znamená, že slinivka diabetiků 2. typu produkuje nadbytek inzulinu, avšak jejich tělo je na inzulin více či méně „rezistentní“ (relativní nedostatek). Léčí se perorálními antidiabetiky, což jsou ústy podávané léky, které zvyšují citlivost k inzulinu. Dlouhodobé výsledky poskytuje gastrointestinální chirurgický zákrok.
Vzhledem k závažnosti onemocnění může být rozvinutá inzulínová rezistence léčena kombinovanou terapií. Tato terapie spočívá v podávání alespoň dvou perorálních antidiabetik a hormonu inzulínu v injekcích. K tomuto kroku se uchyluje především v momentě, kdy existuje zvýšené riziko rozvinutí DM 1. typu na podkladě DM 2. typu. Tento stav nastává obzvláště v případě, kdy buňky slinivky břišní jsou již vyčerpány z nadměrné tvorby inzulínu a dochází k jejich zániku. Hladina inzulínu v krvi poté prudce padá.
Diabetes 2. typu je označován diabetem dospělých (obvyklá manifestace po 40. roce života), avšak vzhledem k současnému sedavému způsobu života tuto nemoc mohou dostat i děti. Často jsou vlohy k diabetu 2. typu dědičně přenášeny z generace na generaci. Podle nových studií z Newcastle University by nemoc mohla být léčena přísnou nízkokalorickou dietou. Jiné studie ukazují potenciál v aloe obsažených antidiabetických fytosterolů (lophenol, cykloartanol) zmírňovat poruchy metabolismu glukózy a lipidů u pacientů s prediabetem a časným neléčeným diabetem. Metaanalýza ukázala, že riziko cukrovky zvyšuje i konzumace červeného masa.

### Gestační diabetes
Těhotenská cukrovka, označovaná též jako gestační diabetes mellitus (GDM), postihuje v závislosti na použitých diagnostických kritériích až 17 % těhotných žen a je obvykle zachycena při krevních testech, které se dělají mezi 24.–28. týdnem těhotenství.
Gestační diabetes postihuje ženy s vrozenou dispozicí, spouštěcím faktorem je vliv těhotenských hormonů a dalších látek, jejichž hladina narůstá v průběhu těhotenství. Mezi rizikové faktory rozvoje GDM patří výskyt diabetu 2. typu v rodinné anamnéze, věk těhotné nad 30 let, obezita a nedostatek fyzické aktivity. Ženy se zvýšeným krevním tlakem (hypertenzí) mají 2× vyšší riziko GDM v těhotenství.
Nedostatečně léčený GDM představuje zvýšené riziko pro matku i plod. U dobře léčeného GDM jsou rizika nízká, srovnatelná s fyziologicky probíhajícím těhotenstvím. Glukóza cirkulující ve zvýšeném množství v matčině krvi přestupuje přes placentu do plodu, který odpovídá zvýšenou tvorbou vlastního inzulinu. Kombinace přemíry glukózy a přemíry inzulinu se u plodu projevuje výskytem tzv. diabetické fetopatie, která se projevuje mimo jiné vyšší porodní hmotností (nad 4000 g) s rizikem porodního poranění. Po narození je novorozenec ohrožen hypoglykemií, poruchami dýchání a dalšími komplikacemi, a také vyšší hladinou žlučového barviva, jež může vést k novorozenecké žloutence. Tyto děti mají od dětství větší sklon k nadváze a obezitě a později během života vyšší riziko diabetu 2. typu.
Ženy s GDM mají vyšší riziko hypertenze v těhotenství a preeklampsie, riziko předčasného porodu a porodu císařským řezem. Gestační diabetes po porodu zpravidla mizí, což se ověřuje kontrolním testem za 3 až 6 měsíců po porodu. Ženy, které měly gestační diabetes, mají několikanásobně vyšší riziko diabetu 2. typu.

### Ostatní specifické typy diabetu
Další vzácné typy diabetu mohou být způsobeny genetickým defektem B buněk pankreatu, genetickým defektem struktury inzulinu nebo chorobami pankreatu (onemocněním exokrinního pankreatu, endokrinopatie, chemikálie či léky, infekce, atd.). Další vzácným typem diabetu je hepatogenní diabetes.

### Diabetes mellitus u zvířat
Diabetes mellitus není porucha jen u lidí, ale vyskytuje se i u jiných savců: Zejména díky veterinářské praxi víme o takových poruchách u koček a psů, pravděpodobně se jejich obdoby vyskytují i u jiných druhů. Obecně znám je přirozený diabet u osmáků degu.

### Diabetes insipidus
Nadměrné vylučování moči je symptomem pro více nemocí (nejčastěji ledvin) a slovo diabetes často tvoří jejich název. Nejznámější z nich je (kromě výše popisovaného diabetu mellitu) i diabetes insipidus. Při tomto typu diabetu není narušena hormonální rovnováha hormonů pankreatu, ale vylučování antidiuretického hormonu (ADH), který reguluje tvorbu moči.

## Diagnóza diabetes mellitus
Podle medicíny založené na důkazech (evidence-based medicine) je diabetes mellitus metabolickou nemocí charakterizovanou glykémií nalačno >7 mmol/l a glykémií za 2 hodiny >11,1 mmol/l při orálním glukózovém tolerančním testu (oGTT) s podáním 75 g glukózy. Diabetes mellitus však není jedinou poruchou glukózového metabolismu. Proto je nezbytné ji odlišit od dalších poruch, které mohou znamenat nejen zvýšené riziko manifestace diabetu, ale také zvýšené riziko aterosklerotických cévních komplikací ve srovnání s jedinci stejných věkových skupin a normálními hladinami krevního cukru nalačno i po jídle.

## Manifestační příznaky a projevy diabetu

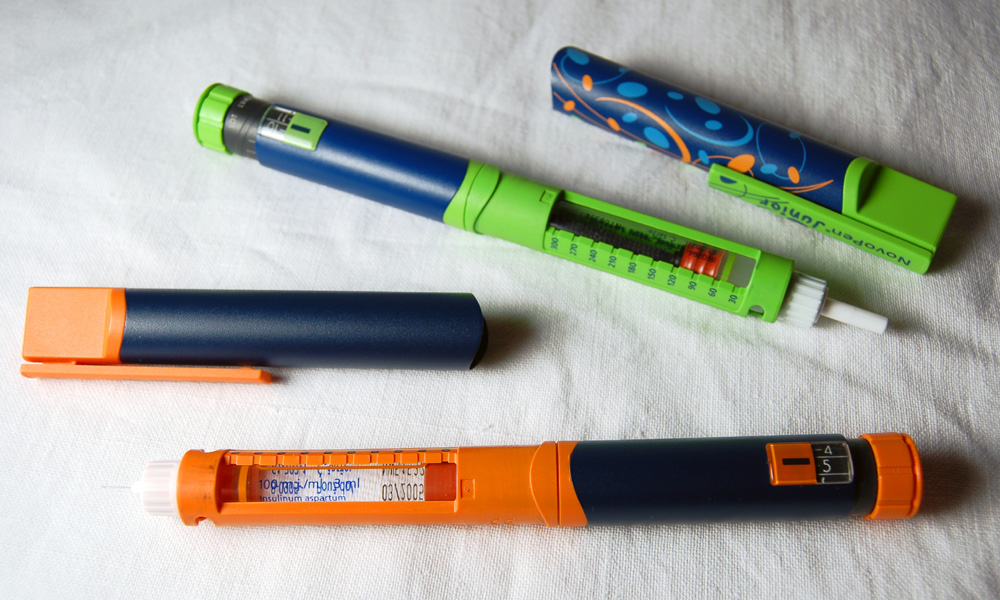
Inzulinové pero – základní pomůcka diabetika pro aplikaci inzulinu

Diabetes mellitus se ve svých raných stádiích výrazně somaticky neprojevuje. U DM1 ničení B buněk probíhá latentně po mnoho měsíců až roků do chvíle, kdy je zničeno více než 80 % všech B buněk a slinivka není schopna zabezpečit spotřebu inzulinu v těle. Glykemie přestává nabývat fyziologických hodnot. Od této chvíle lze jednoznačně prokázat diabetes. K tomu se používá glukometr, který by naměřil budoucímu diabetikovi hodnotu glykemie, která by neodpovídala referenčním hodnotám. Protože inzulin umožňuje vstup glukózy do buněk, tělo neléčeného diabetika trpí nedostatkem energie v buňkách, a tu se snaží nahradit jiným způsobem. Jako sekundární zdroj energie pro tělo je energeticky nejvýhodnější rozklad tuků. Katabolismem tuků se uvolňuje požadovaná energie, avšak jako odpadní látky této reakce vznikají ketolátky (např. aceton), které okyselují vnitřní prostředí těla. Tím ovlivňují průběh některých chemických reakcí v organismu a také i jeho metabolismus – otrava. Současně tělo ztrácí velké množství vody. Ledviny nedovedou molekuly glukózy při velké koncentraci v krvi udržet v těle a propouští ji do moči. Přebytky glukózy s sebou strhávají molekuly vody. Čím vyšší glykemie, tím větší množství moči. Jediným východiskem je vnést do metabolismu znovu rovnováhu pomocí zevní aplikace inzulinu, který si již tělo nedokáže samo vyrobit. Po zahájení léčby inzulinem se částečně obnoví funkce zbývajících B buněk, čímž se na určitou dobu obnoví vlastní sekrece inzulinu. Tomuto období se říká remise a v tomto období není nutné pokrývat celou spotřebu inzulinu. Remise má přechodný charakter – trvá v průměru jeden rok od manifestace diabetu.
Základní projevy diabetu vyplývající z předchozího textu:
- hyperglykémie
- žízeň
- časté a vydatné močení
- hubnutí
- únava
- poruchy vědomí
- diabetická ketoacidóza

## Současná léčba diabetu

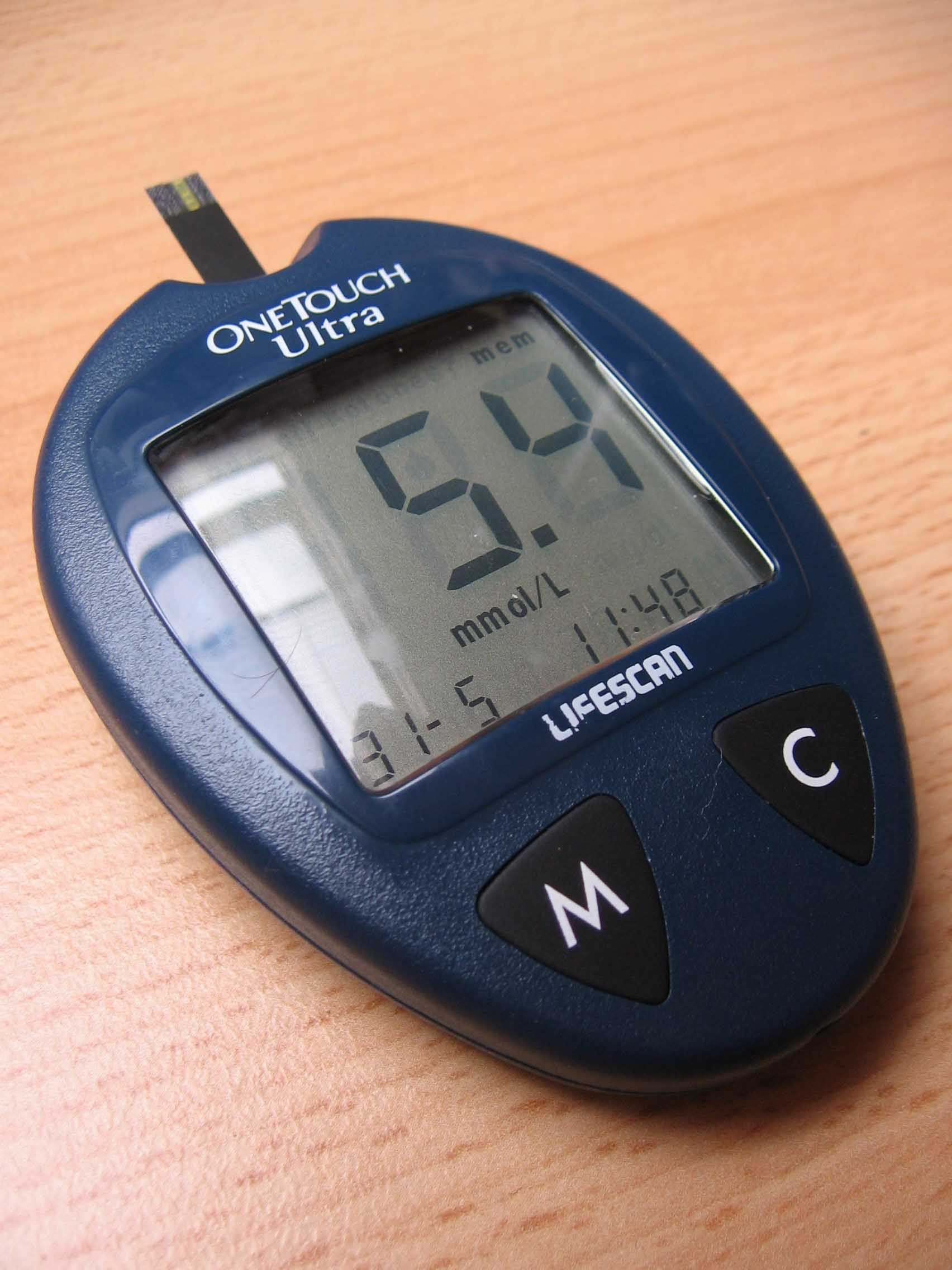
Glukometr je určen pro domácí měření glykemie

Cílem léčby cukrovky je umožnit nemocnému plnohodnotný aktivní život, který se kvalitativně blíží co nejvíce normálu. Toho lze dosáhnout dlouhodobou uspokojivou kompenzací diabetu a prevencí, případně kvalitní léčbou, pozdních komplikací diabetu. Ukazatelem dlouhodobé kompenzace diabetu, který kontroluje diabetolog, je výše glykovaného hemoglobinu. Glykovaný hemoglobin vzniká glykací bílkovinného řetězce hemoglobinu (červené krevní barvivo), jejíž intenzita závisí na koncentraci a době expozice glukózy. Tudíž hodnota glykovaného hemoglobinu (v %) nese informaci o kompenzaci diabetu v časovém období 3 měsíce před jejím stanovením (erytrocyty se obměňují každé 3 měsíce).
Úspěšná terapie diabetu stojí na třech pilířích: inzulin, dieta a fyzická aktivita. Přičemž inzulin a fyzická aktivita glykemii snižují, proti tomu jídlo a antiregulační hormony glykemii zvyšují. Při neodhadnutí poměru „inzulin : jídlo : pohyb“ nastane výkyv glykemie z normy, což má za následek jednu z akutních komplikací diabetu. V důsledku dlouhodobě špatné kompenzace diabetu se zvyšuje pravděpodobnost výskytu pozdních komplikací diabetu, např. diabetické vegetativní neuropatie, která se projevuje závažnými obtížemi charakterizovanými postižením nervově vegetativní regulace dalších orgánů jako jsou poruchy cirkulace (řízení srdečního rytmu, poruchy kapilárního prokrvení tkání), urologické poruchy při diabetu (sexuální dysfunkce, impotence, poruchy močení), dále vegetativní poruchy funkce gastrointestinálního traktu při diabetu (diabetická enteropatie spojená s průjmy nebo zácpou).
K dosažení optimální kompenzace diabetu je třeba podávat inzulin způsobem, který nejvíce napodobuje přirozenou sekreci inzulinu. Toho se nejčastěji dosahuje systematickou aplikací inzulinu inzulinovými pery nebo inzulinovou pumpou. Kontrolu kompenzace si provádí sám diabetik pomocí přístroje k měření hladiny glykemie v krvi, tj. glukometrem. Nedílnou součástí léčby diabetu je kvalitní edukace diabetika, bez níž by úspěch nebyl možný.
Experimentální terapie diabetu 1. typu: Ve fázi klinických zkoušek (USA, Německo) je využití kmenových buněk z pupečníkové krve. Předpokládaným mechanismem účinku je ovlivnění autoimunitního procesu a podpora regenerace beta-buněk Langerhansových ostrůvků.

### Medikamenty a pomůcky diabetika
- glukometr
- kontinuální monitor glykémie
- inzulinová pumpa
- inzulinové pero
- inzulin
- GlucaGen HypoKit
- diabetický deník
- DiaPhan diagnostické proužky

### Diabetická dieta
Zásady diabetické diety jsou v podstatě totožné s pravidly racionální výživy. Tudíž rozdělení nutričních hodnot odpovídá asi 55 % sacharidů, 30 % tuků a 15 % bílkovin z celkového kalorického příjmu. Sacharidy by měly být přijímány převážně ve formě škrobů a nestravitelné vlákniny, lipidy nejlépe ve formě nenasycených tuků. Kvalita i kvantita přijímané potravy by měla být taková, aby diabetik netloustnul ani nehubnul, a při tom měl glykemickou křivku v normě. Složení potravy musí také přispívat k dosažení optimální hladiny krevních tuků v krvi (HDL, LDL), jejichž nerovnováha přispívá k ateroskleróze, což je kornatění tepen způsobené ukládáním tuku do jejich stěn. Všeobecně převládá názor, že diabetici nemohou jíst sladké. Při léčbě DM 2 je toto tvrzení oprávněné, protože DM 2 se většinou léčí pouze dietou a perorálními antidiabetiky, a tudíž má skladba jídla v léčbě obrovský význam. Avšak diabetici I. typu jsou vždy léčeni inzulinem, takže diabetik I. typu si může do své diety zakomponovat i malé množství sladkého jídla, které však musí být náležitě kryto inzulinem. Každý diabetik by měl znát glykemické indexy (případně inzulinový index) a počty výměnných jednotek základních potravin, aby měl přehled, jak bude glykemie reagovat na potravinu, kterou hodlá sníst.

### Fyzická aktivita u diabetiků
Hlavním zdrojem energie pro pohyb těla je štěpení glukózy. V prvních minutách fyzické aktivity je glukóza získávána ze svalového glykogenu. Později dochází k odbourávání jaterního glykogenu, který je znovu syntetizován z glukózy v krevní plazmě, čímž dochází k poklesu glykemie. Klesá spotřeba vnějšího příjmu inzulinu a zvyšuje se vnímavost těla na inzulin. Po fyzické aktivitě tělo doplňuje deficit spotřebovaného jaterního glykogenu během cvičení, což znamená, že fyzická aktivita má hypoglykemizující vliv ještě několik hodin po ukončení cvičení. Ovlivnění glykémie pohybem také záleží na intenzitě a délce trvání fyzické aktivity, přičemž člověk spotřebuje více energie při dlouhodobějším pohybu s menší intenzitou než při několikaminutovém, velmi intenzivním pohybu. Fyzická aktivita je nevhodná pouze v případě špatné kompenzace diabetu (kdy glykemie je vyšší než 17 mmol/l), kvůli deficitu inzulinu (glukóza se nemůže dostat do buňky), čímž se urychlují katabolické děje, při nichž se rozkládají tuky na ketolátky. Fyzická aktivita má kromě zlepšení glykémie také pozitivní dopad na psychiku člověka, což je důležité při léčbě jakékoliv nemoci. U zdravého dospělého diabetika není důvod k omezování sportovní aktivity. Je však nutno před každou větší fyzickou aktivitou změřit glykemii a podle její hladiny se dojíst, případně ubrat inzulin, aby během pohybu nedošlo k hypoglykemii.

### Bariatrická chirurgie
Obezita je hlavním rizikovým faktorem pro vznik diabetu 2. typu. Chirurgické řešení obezity při diabetu 2. typu je nejúčinnější metodou, která vede ke zlepšení kompenzace diabetu. U cca 80 % nemocných vede k vymizení diabetu a přechodu do poruchy glukózové homeostázy či k úplné normalizaci tolerance glukózy. Umožní obvykle vysazení inzulinu a snížení dávek PAD. Pokud je BMI nad 35, zejména jsou-li přítomné další rizikové faktory, měla by být indikace k bariatrickému výkonu u obézního nemocného s diabetem 2. typu vždy uvážena.

## Komplikace diabetu

### Akutní komplikace diabetu

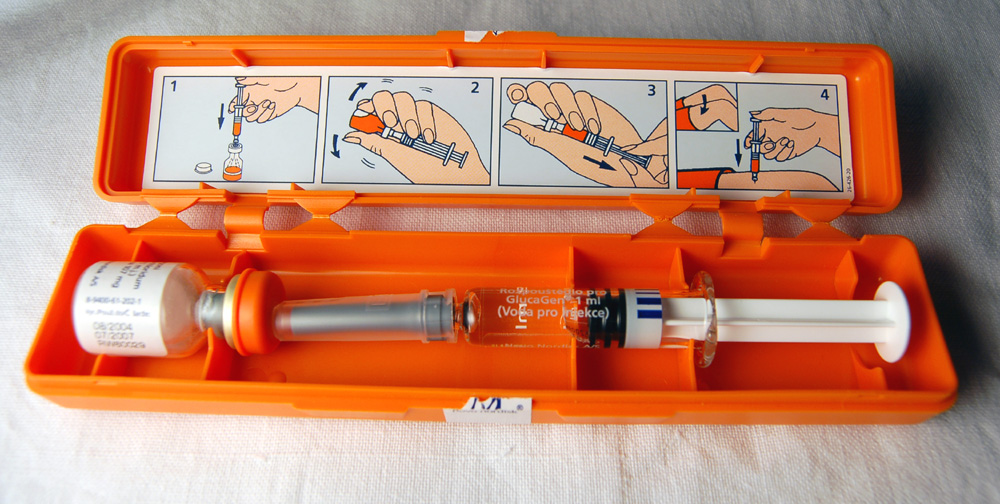
Glukagon – první pomoc při hypoglykemickém kómatu

Mezi akutní komplikace diabetu (AKD) řadíme hypoglykemii, hyperglykemii a s hyperglykemií spojenou diabetickou ketoacidózu. AKD lehčího rázu prožívá každý diabetik relativně často a nelze je zcela eliminovat. Cílem léčby DM 1 je předcházet AKD v rámci možností každého pacienta. Proto je v praxi důležité, aby každý diabetik dovedl AKD rychle a účinně řešit, což ho naučí kvalitní edukace.
Hypoglykemie, tedy nízká hladina glukózy v krvi, může být těžká a lehká. Lehká hypoglykémie je, že diabetik má hladinu krevního „cukru“ pod hladinou, kterou si předem určí (jde pouze o to, že někdo se cítí špatně při 5 mmol/l a druhý zase až při 3 mmol/l). V tomto případě se nají nějakého jídla-cukru (oficiálně má diabetik hypoglykemii od 3,3 mmol/l). Když už je diabetik v bezvědomí, nazýváme to těžká hypoglykémie. Může vzniknout, když se diabetik nenají, nebo při nadměrném pohybu. Proto je důležité, aby se diabetici před sportem měřili a dojídali.
Hypoglykemie je mnohem nebezpečnější než hyperglykemie, nastupuje rychle a přímo ohrožuje mozek.

### Pozdní komplikace diabetu
Hlavním účelem léčby diabetu je předcházet pozdním komplikacím diabetu (PKD), a tím docílení stejné kvality života jako u nediabetické populace. Vznik PKD podporuje dlouhotrvající hyperglykemie spolu s genetickými predispozicemi. Hyperglykemie je pro tělo nepřirozená a tělesné tkáně nejsou na vysoké koncentrace glukózy „zvyklé“. Glukóza je za určitých podmínek velmi reaktivní a snadno nekontrolovaně reaguje s molekulami bílkovin (proces neenzymové glykace). Glykace dané bílkoviny změní její chemické vlastnosti, a tudíž bílkovina nemůže již plnit svou původní funkci. Čím častější a déletrvající jsou hyperglykemie, tím více proteinů je naglykováno, což při překročení určité kritické hodnoty naglykovaných bílkovin znamená výrazné zvýšení rizika vzniku nějaké konkrétní pozdní komplikace diabetu.
Hyperglykemie také podporuje oxidační stres organismu. Hydroxylové skupiny glukózy se účastní přenosu elektronů, tím podporují vznik reaktivních radikálů (především reaktivní formy kyslíku), které přímo reagují s buňkami a mění jejich vlastnosti. Projev oxidačního stresu můžeme pozorovat např. u procesu geneze aterosklerotických plátů velkých cév, což je relativně časté diabetické onemocnění. Oxidační stres stupňuje rychlost glykace bílkovin a naglykované bílkoviny zase vytvářejí reaktivní radikály kyslíku, čímž vzniká „začarovaný kruh“.

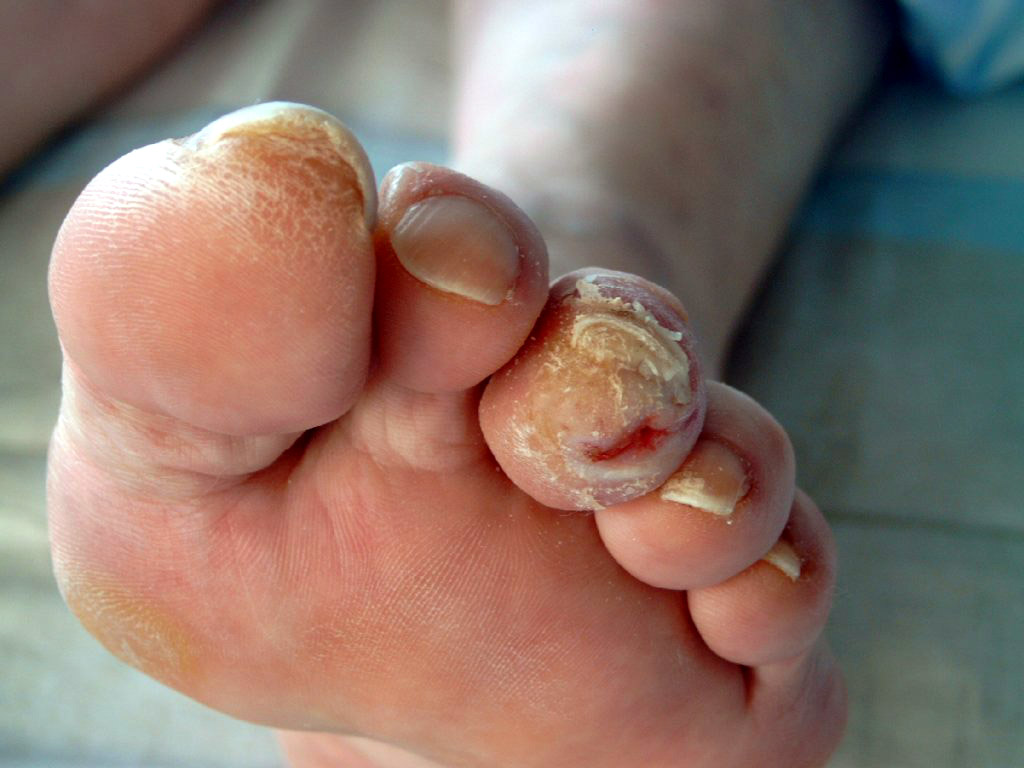
Diabetická noha

Výsledkem PKD je poškození povrchu malých cév, které se tak stávají náchylné k prasknutí. Popraskání určitých cév v určitých orgánech se projevuje jako pozdní komplikace diabetu, mezi něž řadíme onemocnění jako diabetická nefropatie (poškození cév obalujících glomeruly ledvin), diabetická retinopatie (poškození cév vyživujících sítnici oka), diabetická neuropatie (poškození funkce všech druhů nervů). Diabetická neuropatie způsobuje poruchy vnímání bolesti dolních končetin. I drobný úraz dolní končetiny, který není brzy rozpoznán a léčen diabetikem, může vést k rozvoji gangrény, v nejhorším případě i k amputaci dolní končetiny. Tato PKD se nazývá syndrom diabetické nohy.
Mezi pozdní komplikace diabetu patří:
- diabetická nefropatie
- diabetická retinopatie
- diabetická neuropatie
- diabetická makroangiopatie
- diabetická noha

## Dědičnost diabetu
Onemocnění diabetu I. typu se nedědí přímo. Dědí se jen určité vlohy, které při působení dalších faktorů vedou ke vzniku této choroby. Je statisticky dokázáno, že sourozenci diabetiků I. typu jsou s 10% pravděpodobností diabetici. Největší pravděpodobnost získání diabetu je u jednovaječných dvojčat, z nichž jedno už diabetem trpí (shodná genetická informace u obou dvojčat). Děti obou diabetických rodičů mají cca 50% pravděpodobnost propuknutí této choroby během života. U diabetu II. typu jsou dědičné sklony mnohem větší a příbuzných s cukrovkou přibývá úměrně s věkem.

## Epidemiologie diabetu
V současné době žije v České republice přes 860 tisíc diabetiků, z toho přibližně 60 000 diabetiků 1. typu a 787 300 diabetiků 2. typu. Na celém světě bylo v roce 2014 podle Světové zdravotnické organizace na 422 milionů lidí trpící tímto onemocněním. Z tohoto množství připadá pouze 7,5–10 % na diabetiky I. typu. Incidence i prevalence diabetu celosvětově roste. Je to zřejmě důsledkem neustálého zlepšování zdravotní péče (většina diabetiků se dožije reprodukčního věku), znečišťování životního prostředí, změny způsobu života apod. V USA ale ve 21. století incidence klesá. Diabetický syndrom nebo porušenou glukózovou toleranci lze v rozvinutých zemích prokázat u 5–6 % populace. Rozdíly mezi populacemi v incidenci diabetu jsou zcela mimořádné, např. nejnižší výskyt diabetu u dětí je v Číně (pod 1/100 000 osob/rok), nejvyšší pak ve Finsku, lze však najít rozdíly i v rámci jednotlivých zemí a oblastí v závislosti na sociálním statusu a dalších faktorech. Podle Pocket World in Figures 2008 vydaného deníkem The Economist, zasáhl diabetes k roku 2007 následující podíly obyvatelstva jednotlivých států ve věku 20–79 let:
| #  | stát                    | %    |
| -- | ----------------------- | ---- |
| 1  | Spojené arabské emiráty | 19,5 |
| 2  | Saúdská Arábie          | 16,7 |
| 3  | Kuvajt                  | 14,4 |
| 4  | Omán                    | 13,1 |
| 5  | Trinidad a Tobago       | 11,5 |
| 6  | Mauricius               | 11,1 |
| 7  | Egypt                   | 11,0 |
| 8  | Malajsie                | 10,7 |
| 9  | Portoriko               | 10,7 |
| 10 | Mexiko                  | 10,6 |
| 11 | Sýrie                   | 10,6 |

## Budoucí léčba diabetu
Cílem výzkumu je buď bezriziková transplantace slinivky, Langerhansových ostrůvků nebo jen samotných β-buněk, které lze vyšlechtit z embryonálních kmenových buněk, nebo zkonstruování a miniaturizaci stroje – umělé B buňky – která by napodobovala všechny funkce B buňky zdravého organismu. Úsilí výzkumu však také směřuje ke zdokonalení a zefektivnění současné konvenční léčby diabetu.

### Transplantace pankreatu
Cílem transplantace je zabezpečit aktuální potřebu inzulinu organismu bez nutnosti exogenní aplikace inzulinu, a tím docílit trvalé normoglykemie. V důsledku trvalé normoglykemie se dostává hodnota glykovaného hemoglobinu do normálu, čímž lze absolutně předcházet pozdním komplikacím diabetu. Dárce je k příjemci vybírán podle shod v transplantačních antigenech HLA systému. K absolutní HLA kompatibilitě dárce s příjemcem však nikdy nedojde, tudíž štěp je imunitním systémem příjemce vždy různě rychle odhojován. Aby transplantovaný orgán vydržel v těle funkční co nejdelší dobu, musí být aktivita imunitního systému příjemce potlačena doživotní imunosupresivní léčbou. Transplantace je vhodná pouze pro diabetika, u něhož prospěch náhradních orgánů jasně převyšuje případná rizika dlouhodobého podávání imunosupresiv a operace. Nejvhodnější dárci jsou příbuzní příjemce (kvůli genetické, a tím i imunitní podobnosti příjemců a jejich příbuzných) a nejlépe příjemce sám sobě. Samotná transplantace pankreatu se obvykle u zdravých diabetiků I. typu neprovádí, protože léčba imunosupresivy je větší zátěží pro organismus než samotná léčba inzulinem. Transplantace pankreatu se často spojuje s transplantací ledvin postižených diabetickou nefropatií. Transplantace ledvin je v tomto případě nutná pro přežití pacienta a následná léčba imunosupresivy má proto na organismus zanedbatelný dopad. U takovýchto diabetických pacientů se nabízí spojení transplantace ledvin a slinivky. Tato transplantace je vhodná většinou pro starší diabetiky II. typu postižené diabetickou nefropatií, kteří jsou doživotně závislí na dialýze. Pro globální vyléčení diabetu I. typu nemá transplantace pankreatu perspektivu, nehledě na finanční náročnost úkonu, nedostatek dárců a relativně krátkou životnost štěpu (cca 5 let).

### Helmintická terapie a DM typu I.
Vzhledem k tomu, že diabetes mellitus typu 1 je považován za autoimunitní onemocnění, zvažuje se i použití červů k potlačení imunitní reakce vůči B-buňkám v pankreasu. Takzvaná helmitická terapie byla testována na zvířecích modelech s živými červy nebo jen jejich proteiny. Řada těchto studií ukázala terapeutický efekt helmintů nebo jejich molekul na DM typu I.

## Zvířecí modely pro výzkum DM 1. typu
Použití zvířecích modelů pro výzkum autoimunitního diabetu je klíčové pro pochopení patogeneze a etiologie tohoto onemocnění. Je také zásadní pro hledání prediktivních biomarkerů, terapeutických intervencí a pro jejich testování. Současně dostupné modely DM 1. typu lze rozdělit na spontánně autoimunitní, chemicky indukované, virově indukované a geneticky indukované.

### Spontánně autoimunitní
- Nonobese Diabetic (NOD) myš

NOD myš je nejznámější a nejvíce využívaný model pro výzkum DM 1. typu. Jedná se o inbrední, geneticky dobře charakterizovaný myší kmen, u kterého dochází ke spontánnímu rozvoji T1D. K nástupu inzulitidy dochází mezi 3. – 4. týdnem věku zvířete. Ostrůvky pankreatu jsou infiltrovány CD4+, CD8+ T lymfocyty, NK buňkami, B lymfocyty, dendritickými buňkami, makrofágy a neutrofily, což odpovídá průběhu onemocnění u člověka. Inzulitida způsobuje destrukci β buněk a následně zjevný nástup T1D, který se liší v závislosti na pohlaví. U samic je incidence okolo 60-80 %, u samců 10-30 %. Pro výzkumné účely jsou proto preferenčně využívány samice NOD myší. Kromě pohlaví ovlivňují nástup T1D také podmínky chovu, složení střevního mikrobiomu nebo dieta. NOD myši se využívají k pochopení patogeneze a etiologie onemocnění, k identifikaci nových autoantigenů a biomarkerů, nebo pro testování nových intervenčních strategií.
- BioBreeding Diabetes-Prone (BB) potkan

BB potkan je dalším hojně využívaným experimentálním modelem DM 1. typu, u kterého dochází ke spontánnímu rozvoji diabetu. K nástupu diabetu dochází mezi 8-16. týdnem věku až u 90 % jedinců (bez ohledu na pohlaví). Během inzulitidy dochází k infiltraci ostrůvků pankreatu T lymfocyty, B lymfocyty, makrofágy, NK buňkami s tím rozdílem, že oproti lidskému či NOD myšímu průběhu inzulitidy jsou výrazně sníženy CD4+ T lymfocyty a téměř chybí CD8+ T lymfocyty. Zmíněná lymfopenie je největší nevýhodou tohoto modelu. Onemocnění se vyznačuje hyperglykémií, hypoinzulinémií, hubnutím jedinců, ketonurií a nutností inzulinové terapie pro přežití. BB potkani se používají pro výzkum genetických aspektů DM 1. typu a jsou také využívány v intervenčních studiích a studiích diabetické nefropatie.  
- LEW-1AR1/-iddm (IDDM) potkan

LEW-1AR1/-iddm potkani vznikli spontánní mutací z kongenních potkanů kmene Lewis a představují méně rozšířený spontánní model DM 1. typu. U těchto potkanů se rozvíjí diabetes kolem 8-9. týdne věku a na rozdíl od NOD myší nejsou patrné rozdíly mezi pohlavími (incidence okolo 60 %). U LEW myší se diabetes projevuje hyperglykémií, glykosurií, ketonurií a polyurií. Výhodou modelu je průběh prediabetické fáze, která je velmi podobná lidskému onemocnění s infiltrací ostrůvků imunitními buňkami zhruba týden předtím, než je pozorována hyperglykémie. Tento model je vhodný pro intervenční studie nebo pro hledání prediktivních biomarkerů. Lze na něm také sledovat jednotlivé fáze infiltrace pankreatu imunitními buňkami. Výhodou kongenních LEW myší je také dobrá životnost po manifestaci T1D (ve srovnání s NOD myší a BB potkanem).

### Chemicky indukované
K indukci diabetu a destrukci β buněk u myšího/potkaního modelu jsou nejčastěji využívány chemické sloučeniny alloxan a streptozotocin (STZ). V obou případech se jedná o cytotoxické analogy glukózy, které prochází skrze transportér GLUT2 a hromadí se v β buňkách, čímž způsobují jejich destrukci. Chemicky indukovaná destrukce β buněk vede ke snížení produkce inzulínu, hyperglykémii a úbytku hmotnosti pokusného zvířete. Takto připravené zvířecí modely jsou vhodné pro výzkum léků a terapií, které snižují hladinu glykémie (například testování nových inzulinových přípravků). Vhodné jsou rovněž pro testování transplantačních terapií. Jejich výhodou je především nízká pořizovací cena, nevýhodou cytotoxicita použitých chemických sloučenin.

### Geneticky indukované
Nejpoužívanějším geneticky indukovaným modelem DM 1. typu je tzv. AKITA myš (původně C57BL/6NSIc myš). Rozvoj diabetu je u AKITA myši způsoben spontánní bodovou mutací v genu Ins2, který je zodpovědný za správné složení inzulinu v endoplazmatickém retikulu. Výsledkem je snížená produkce inzulinu doprovázena hyperglykémií, polydipsií a polyurií, přičemž silný diabetes se rozvíjí během 3-4 týdne věku a bez léčebné intervence AKITA myši nepřežívají déle než 12 týdnů. Z popisu etiologie onemocnění je patrné, že na rozdíl od spontánních modelů nejsou časná stádia onemocnění doprovázena inzulitidou. AKITA myši jsou využívány k testování léčiv, které cílí na snížení stresu v endoplazmatickém retikulu, testování ostrůvkových transplantací a pro studium komplikací spojených s diabetem, jako je nefropatie, sympatická autonomní neuropatie a vaskulární onemocnění.  

### Virově indukované
Virové infekce hrají roli v rozvoji řady autoimunit, včetně lidského diabetu 1. typu. Mechanismy, kterými se viry podílí na indukci DM 1. typu však nejsou zcela objasněny. Virově indukované modely jsou využívány pro studium etiologie a patogeneze onemocnění, především nám pomáhají odhalit mechanismy, kterými faktory prostředí přispívají k nástupu DM 1. typu. Mezi nejpoužívanější patří coxsackie virus, virus lymfatické choriomeningitidy, virus encefalomyokarditidy a virus potkanů Kilham. Příkladem virově indukovaných zvířat jsou například NOD myši infikované coxsackie B4 virem, u kterých došlo k rozvoji DM 1. typu do dvou týdnů.